# Renato Dall'Ara
Renato Dall'Ara, né le 11 avril 1924 à Brescia (Vénétie) et mort en 1982 dans la même ville,,, est un documentariste, réalisateur et scénariste italien.

## Biographie
Dall'Ara s'est engagé pendant de nombreuses années dans le cinéma amateur, participant à des festivals internationaux et réalisant de nombreux courts métrages dans les années 1950. En 1958, il a mis en scène Mobby Jackson, qui n'a toutefois été montré pour la première fois qu'en 1961. Il est suivi par le film dramatique Scano Boa, qui se déroule dans la plaine du Pô, et par deux autres films de critique sociale, qui n'ont toutefois guère été projetés. En 1980, il a reçu une commande pour le téléfilm Uno strano ragazzo.

## Filmographie

### Réalisateur et scénariste
- 1960 : Mobby Jackson
- 1960 : Il corsaro della torture — téléfilm
- 1961 : Scano Boa
- 1966 : Quando la pelle brucia
- 1969 : Mercanti di vergini
- 1980 : Uno strano ragazzo — téléfilm